# Buono (album)
Buono è il terzo album di Federico Vassallo, pubblicato nel 2013.

## Tracce
1. Buono – 4:33
2. Marco e Francesca – 4:49
3. Il sole arriverà – 3:48
4. Discretamente noi – 4:16
5. Ti penso al mio funerale – 4:18
6. Stelle stelline – 4:40
7. Mondo cane – 4:56
8. Lillo Fragile – 2:57
9. Non mi capisco – 4:16
10. La risposta – 3:26
11. Sono io – 3:24